# Park Hye-rim
Hye-rim Park (Seul, 17 gennaio 1985) è una modella sudcoreana.

## Carriera
Park è nata a Seul, nella Corea del Sud, ma si trasferisce a Salt Lake City nello Utah durante l'adolescenza. Park debutta sulle passerelle di Marc Jacobs e Anna Sui durante la stagione autunno/inverno 2005, dopo che Steven Meisel l'aveva fotografata per l'edizione italiana di Vogue. Il suo exploit arriva solo l'anno successivo, grazie alla sua partecipazione alle sfilate di Prada e Miu Miu, nel corso della settimana della moda di Milano. Park infatti diventa la prima modella non caucasica della griffe dai tempi di Naomi Campbell nel 1997, e la seconda asiatica della storia a sfilare per Prada. In seguito la modella sfilerà anche per Balenciaga, Chloé, Lanvin, Rochas, Christian Dior, Chanel, Louis Vuitton, Max Azria, Alexander McQueen, e Burberry.
Park Hye-rim ha inoltre collaborato con molti importanti fotografi come Steven Meisel, Mario Testino, Steven Klein, Annie Leibovitz, Patrick Demarchelier, Arthur Elgort, Craig McDean, David Sims, Mario Sorrenti ed Ellen von Unwerth, che l'hanno fotografata per riviste del calibro di Vogue, Flair, Numéro, Allure, New York Times, Pop, Harper's Baazar ed altri. La modella è inoltre stata testimonial per le campagne promozionali di Roberto Cavalli, Dolce & Gabbana, D&G, H&M, M.A.C. Cosmetics, Gap, Le Printemps, Marc Jacobs, Cesare Paciotti, Tiffany & Co, Max Mara, Saks Fifth Ave, Plastic Island e Love, Sex, Money.

## Agenzie
- Pulse Management
- Why Not Model Agency
- City Models - Paris
- Trump Model Management
- Photogenics
- Agence Presse Model Management
- UNO Barcelona
- Cal-Carries Models - Hong Kong, Singapore